# 帕爾默氏毛口鯰
帕爾默氏毛口鯰為輻鰭魚綱鯰形目甲鯰科的其中一種，為熱帶淡水魚，分布於南美洲哥倫比亞Tamana河流域，體長可達9.5公分，棲息在底層水域，生活習性不明。

## 扩展阅读
維基物種上的相關：帕爾默氏毛口鯰